# Bill Ward (actor)
William "Bill" Ward es actor británico, más conocido por haber interpretado a Charlie Stubbs en la serie  Coronation Street y a James Barton en la serie Emmerdale Farm.

## Carrera
El 10 de noviembre del 2003 se unió al elenco principal de la serie británica Coronation Street donde interpretó al constructor Charles "Charlie" Stubbs hasta el 15 de enero del 2007 después de que su personaje fuera asesinado por Tracy Barlow después de que esta lo golpeara en la cabeza con una estatua de hierro después de que descubriera que Charlie la había engañado.
En el 2008 apareció como invitado en la serie  The Bill donde dio vida al narcotraficante Rob Towler, un exnovio de la detective Stevie Moss (Lucy Speed). Anteriormente había aparecido por primera vez en la serie en enero del 2003 donde dio vida a Charlie Phillips en dos episodios.
En el 2012 apareció como invitado en la serie médica Doctors donde dio vida al reverendo Roderick McAllister, su primera aparición en la serie fue en el 2009 donde interpretó a Larry Bryan en el episodio "The Romantics".
El 25 de octubre del 2013 se unió al elenco principal de la serie Emmerdale Farm donde interpretó a James Barton, el hermano de John Barton y padre de Ross Barton (Michael Parr), hasta el 21 de octubre del 2016 después de que su personaje muriera por las heridas que había sufrido luego de que su exesposa Emma Barton (Gillian Kearney) lo empujara a propósito de un puente.

## Filmografía

### Series de televisión
| Año         | Título             | Personaje                | Notas                                  |
| ----------- | ------------------ | ------------------------ | -------------------------------------- |
| 2013 - 2016 | Emmerdale Farm     | James Barton             | 324 episodios                          |
| 2013        | Silent Witness     | Hearns                   | 2 episodios                            |
| 2012        | Doctors            | Rev. Roderick McAllister | episodio "Blood Upon the Rose"         |
| 2012        | Crime Stories      | Carl Thompson            | episodio # 1.6                         |
| 2012        | Casualty           | Vaughan Morrison         | episodio "Zero Sum Game"               |
| 2009        | Robin Hood         | Rufus                    | episodio "Sins of the Father"          |
| 2008        | The Bill           | Rob Towler               | 4 episodios                            |
| 2008        | Hertbeat           | Dan Neeley               | episodio "It Came from Outer Space"    |
| 2008        | Midsomer Murders   | Sam Nelms                | episodio "Talking to the Dead"         |
| 2007        | Cold Blood         | Paul Attwell             | episodio "Dead and Buried" - miniserie |
| 2003 - 2007 | Coronation Street  | Charlie Stubbs           | 244 episodios                          |
| 2003        | Holby City         | Patrick Sanders          | episodio "House of Cards"              |
| 2003        | EastEnders         | Mike Parker              | episodio del 13 de enero               |
| 2002        | Rose and Maloney   | Mickey                   | episodio "Pilot"                       |
| 2002        | Footballers' Wives | Mike Grainger            | 2 episodios                            |
| 2002        | In Deep            | Oficial                  | 2 episodios                            |
| 2001        | Jonathan Creek     | Vernon Spools            | episodio "Satan's Chimney"             |

### Películas
| Año  | Título                  | Personaje           | Notas                                                                                                 |
| ---- | ----------------------- | ------------------- | --- |
| 2014 | A Dark Reflection       | Terry               | junto a Marina Sirtis, Lauren Maddox, Rita Ramnani, Rowena Diamond, Nicholas Day & Paul Antony-Barber |
| 2014 | Not Alone               | Frank               | junto a Lucy Benjamin, Alexandra Moen & Kika Mirylees                                                 |
| 2011 | The Great Ghost Rescue  | Lord Alfred Seymour | junto a Jason Isaacs, Anthony Head, Kevin McKidd & Steven Mackintosh                                  |
| 2010 | Tangled                 | Nick Hobbes         | junto a Sarah Wayne Callies, Leslie Hope, Melantha Blackthorne & Katie Findlay                        |
| 2009 | Everything But the Ball | Geoff               | junto a Michael Burns, Trevor Dwyer-Lynch, Anthony Lewis & Andrew Abrahams                            |
| 2004 | Fallen                  | Sykes               | junto a Jonathan Cake, Simone Lahbib, Nicholas Hope & Stanley Townsend                                |
| 2000 | Adam and Steve          | Adam                | corto - junto a Rachel O'Meara, Roli Okorodudu & Jonathan Reason                                      |
| 2000 | Scent of Burning Mortar | Jeremiah            | corto - junto a Peter Goode & David Cann                                                              |
| 1984 | Secret Places           | Mr. Watts           | junto a Jenny Agutter, Claudine Auger, Tara MacGowran & Marie Theres Relin                            |

### Apariciones
| Año  | Título           | Notas                                 |
| ---- | ---------------- | ------------------------------------- |
| 2011 | The Wright Stuff | panelista invitado - episodio # 15.50 |

### Teatro
| Año  | Título                 | Personaje      | Director        | Teatro                      | Notas                                                        |
| ---- | ---------------------- | -------------- | --------------- | --------------------------- | ------------------------------------------------------------ |
| 2012 | Viva Forever!          | Juez Johnny    | Paul Garrington | London's Piccadilly Theatre | junto a Hannah John-Kamen, Sally Ann Triplett & Simon Slater |
| -    | The Tempest            | Duque Prospero | -               | -                           | -                                                            |
| -    | Look Back in Anger     | Jimmy Porter   | -               | -                           | -                                                            |
| -    | Spamalot               | Sir Lancelot   | -               | -                           | -                                                            |
| -    | The Lion King          | Scar           | -               | -                           | -                                                            |
| -    | Million Dollar Quartet | Sam Phillips   | -               | -                           | -                                                            |

## Premios y nominaciones
| Año  | Categoría                                         | Premio             | Serie             | Resultado |
| ---- | ------------------------------------------------- | ------------------ | ----------------- | --------- |
| 2017 | Best Exit                                         | Inside Soap Award  | Coronation Street | Nominado  |
| 2007 | Best Actor                                        | British Soap Award | Coronation Street | Nominado  |
| 2007 | Best Dramatic Performance                         | British Soap Award | Coronation Street | Nominado  |
| 2007 | Best On-Screen Partnership (junto a Kate Ford)    | British Soap Award | Coronation Street | Nominados |
| 2007 | Best Storyline (junto a Samia Ghadie & Kate Ford) | British Soap Award | Coronation Street | Ganadores |
| 2007 | Best Exit                                         | British Soap Award | Coronation Street | Ganador   |
| 2006 | Villain of the Year                               | British Soap Award | Coronation Street | Nominado  |
| 2006 | Best Dramatic Performance                         | British Soap Award | Coronation Street | Nominados |
| 2006 | Best On-Screen Partnership (junto a Kate Ford)    | British Soap Award | Coronation Street | Nominados |